# ذفرة رجل الطير
ذفرة رجل الطير (الاسم العلمي:Cleome ornithopodioides) هي نوع من النباتات تتبع جنس الذفرة من الفصيلة الذفرية.